# 眼 (佛教)
眼，字面意義為眼睛之意，在佛教理論中，眼可以分成五種層次：肉眼、天眼、慧眼、法眼和佛眼，又稱五眼。在三轉十二行相中，由四諦可生眼、智、明、覺四智。

## 分類

### 三眼
《舍利弗阿毘曇論》中，將1肉眼、2天眼及3慧眼，合稱3眼。

### 五眼
- 肉眼──平凡人肉體的眼睛。
- 天眼──色界天人的眼睛，凡人可以由禪定 念佛修得。天眼可以看見任何東西，不受前後、內外、晝夜、上下的限制。但天眼看到的只是和合因緣產生的假名之物，不能看到真正的佛法實相。
- 慧眼──慧眼可以見到實相，了解真空無相的道理。
- 法眼──法眼可以知道一切眾生的根機  方便法門，使眾生證道。
- 佛眼──佛陀身上具備前四眼者，佛眼無事不知。[4]